# Рудка-Степ
Рудка-Степ — село, Малопобиванська сільська рада, Гадяцький район, Полтавська область, Україна.
Село ліквідоване в 60-70-х роках.

## Географія
Село Рудка-Степ розташоване за 0,5 від села Мала Побиванка.

## Історія
- ? — село ліквідоване.